# Municipio de Parácuaro
El municipio de Parácuaro (del p'urhe, ‘donde labran sementeras’) es uno de los 113 municipios en los que se divide el estado mexicano de Michoacán de Ocampo, su cabecera es la ciudad homónima.

## Geografía
Está situado en el sudoeste del estado, con una superficie aproximada de 504 km². Limita al este con el municipio de Múgica; al noreste con el municipio de Gabriel Zamora; al noroeste con el municipio de Tancítaro; al norte con el municipio de Uruapan; al oeste con el municipio de Apatzingán, y al sureste con el municipio de La Huacana.
La localidad de Parácuaro, cabecera del municipio, se encuentra en las coordenadas geográficas 19°8′46″N 102°13′8″O / 19.14611, -102.21889.
Junto con los municipios de Aguililla, Apatzingán, Buenavista, Cotija, Peribán, Los Reyes, Tepalcatepec, Tingüindín y Tocumbo, forma parte de la región región socioeconómica 5. Tepalcatepec.

## Historia
La región del actual municipio de Parácuaro estuvo habitada desde épocas prehispánicas, posiblemente por pueblos nahuas absorbidos tras la expansión purépecha.
Durante la época colonial, los españoles desarrollaron importantes haciendas como La Guadalupe, El Valle y La Perla.
En 1836 quedó integrado al partido de Uruapan, en 1839 al partido de Apatzingán, en ambos casos dentro del distrito sur, y en 1855 luego de una nueva demarcación administrativa, dentro del departamento de Uruapan.
En noviembre de 1861 se constituyó como municipio.
En 1913 el coronel Cenobio Moreno Bucio, nativo de Parácuaro, se levanta en armas contra el general Victoriano Huerta. El 21 de abril se firma en la casa de sr. Daniel Pacheco el «Plan de Parácuaro», y el 27 se da el grito de rebelión encabezado por el coronel Cenobio Moreno.
En 1917 Parácuaro es quemado por el bandolero Luis Gutiérrez «El chivo encantado».
El 8 de octubre de 1938 se forma el Ejido Los Bancos, afectando las haciendas Los Bancos, Parácuaro y La Colorada.
El 3 de febrero de 1942, Nueva Italia se separa de Parácuaro y se forma el nuevo municipio de Zaragoza, que en 1969 cambió de nombre al de municipio de Múgica.

## Demografía
El municipio tiene una población de 26 832 habitantes lo que representa un crecimiento promedio de 0.58 % anual en el período 2010-2020 sobre la base de los 25 343 habitantes registrados en el censo anterior. Al año 2020 la densidad poblacional era de 53,3 hab/km².
| Gráfica de evolución demográfica de Municipio de Parácuaro entre 2000 y 2020 |
|                                                                              |
| Fuente: Instituto Nacional de Estadística Geografía e Informática            |

En 2010 estaba clasificado como un municipio de grado medio de vulnerabilidad social, con el 38.40 % de su población en situación de pobreza extrema.
El 88.79 % de la población profesaba la religión católica y el 6.85 % adhería a las iglesias protestantes, evangélicas y bíblicas. Solo el 0.64 % de los habitantes del municipio se reconocía como indígena.

### Localidades
En el censo de 2020 el municipio de Parácuaro contaba con 84 localidades.
| Código INEGI      | Localidad         | Población (2020) |
| ----------------- | ----------------- | ---------------- |
| 160640003         | Antúnez           | 10 271           |
| 160640001         | Parácuaro         | 3 898            |
| 160640007         | Buenos Aires      | 1 373            |
| 160640033         | Uspero            | 1 074            |
| Otras localidades | Otras localidades | 10 216           |
| Total municipal   | Total municipal   | 26 832           |

## Economía
Las principales actividades económicas de la población son la agricultura y la ganadería. Según el número de unidades activas, los sectores más dinámicos son el comercio minorista, la prestación de servicios de alojamiento temporal y preparación de alimentos y bebidas y en menor medida la prestación de servicios generales no gubernamentales.

## Educación y salud
En 2010 el municipio contaba con escuelas preescolares, primarias, secundarias y tres escuelas de educación media (bachilleratos). Contaba con 8 unidades destinadas a la atención de la salud, con un total de 20 personas como personal médico. El 39.9 % de la población (6309 personas), no habían completado la educación básica, carencia social conocida como rezago educativo. El 67 % (10 599 personas) carecían de acceso a servicios de salud.